# 1906年全英羽球錦標賽
1906年全英羽球錦標賽（英語：1906 All England Championships），是1906年2月28日至3月3日在英格蘭倫敦舉行。這是當時最重要的羽球錦標賽的第8屆，比賽地點在伊斯靈頓邦希橫街的倫敦步槍旅城市總部。
在五個項目當中，只有女子雙打的艾瑟兒·B·湯姆森、梅莉爾·盧卡斯組合衛冕成功，這也是她們兩人的三連冠。本屆賽事再度出現三冠王，艾瑟兒·B·湯姆森同時贏得女子單打、女子雙打、混合雙打冠軍，也再度打破個人所保持的歷年累計最多冠軍紀錄而達到十一個。

## 決賽結果
| 項目     | 冠軍                              | 亞軍                             | 比分 |
| -------- | --------------------------------- | -------------------------------- | ---- |
| 男子單打 | 諾曼·伍德                         | 法蘭克·卻斯特頓                  |      |
| 女子單打 | 艾瑟兒·B·湯姆森                   | 艾倫·瑪麗·施塔韋爾-布朗          |      |
| 男子雙打 | 亨利·諾曼·馬瑞特 喬治·艾倫·湯姆斯 | 阿爾伯特·戴維斯·普瑞伯 諾曼·伍德 |      |
| 女子雙打 | 艾瑟兒·B·湯姆森 梅莉爾·盧卡斯     | 瑪麗·K·貝特曼 海柔兒·賀加斯      |      |
| 混合雙打 | 喬治·艾倫·湯姆斯 艾瑟兒·B·湯姆森  | 諾曼·伍德 G·L·莫瑞               |      |